# The Ferryman's Curse
The Ferryman's Curse je studiové hudební album od anglické skupiny Strawbs, vydané po osmileté přestávce po albu Dancing To The Devil's Beat (2009. Na předchozím úspěšném dvouletém turné doplnili elektrickou sestavu Dave Bainbridge (klávesy) a Tony Fernandez (bicí).

## Seznam stop
1. "In the Beginning" – 2:01
2. "The Nails From The Hands Of Christ" – 6:07
3. "The Song Of Infinite Sadness"	– 5:02
4. "The Familiarity Of Old Lovers" – 6:08
5. "When The Spirit Moves" – 5:18
6. "The Ten Commandments"	– 5:34
7. "The Reckoning" – 1:53
8. "The Ferryman's Curse" – 8:58
9. "Bats And Swallows" – 4:03
10. "We Have The Power" – 3:58

## Obsazení
- Dave Cousins – zpěv, kytara, autoharfa
- Dave Lambert – zpěv, kytara
- Chas Cronk – zpěv, baskytara, klávesy
- Tony Fernandez – bicí
- Dave Bainbridge – klávesové nástroje, kytara, buzuki

## Historie vydání
| Region             | Datum | Značka           | Formát | Katalog     |
| ------------------ | ----- | ---------------- | ------ | ----------- |
| Spojené království | 2017  | Esoteric Antenna | CD     | EANTCD 1070 |